# Interestatal 40
La Interestatal o Interstate 40 es una autopista en los Estados Unidos. Con más de 4100 km de longitud, recorre de Barstow (California) a Wilmington (Carolina del Norte), conectando a ciudades tales como San Bernardino, Albuquerque, Oklahoma City, Memphis, Nashville, Greensboro y Raleigh.

## Largo
| Millas | km    | estado             |  |
|        |       |                    |  |
| 155    | 249   | California         |  |
| 359    | 578   | Arizona            |  |
| 373    | 600   | Nuevo México       |  |
| 177    | 285   | Texas              |  |
| 331    | 533   | Oklahoma           |  |
| 284    | 457   | Arkansas           |  |
| 455    | 733   | Tennessee          |  |
| 420    | 675   | Carolina del Norte |  |
|        |       |                    |  |
| 2,554  | 4,110 | Total              |  |

## Ciudades importantes
Ciudades en negrita utilizado en letreros.
Costa Oeste
- Barstow
- Needles
- Kingman
- Flagstaff

Nuevo México
- Gallup
- Albuquerque
- Santa Rosa
- Tucumcari

Centro
- Amarillo
- Oklahoma City
- Fort Smith
- Little Rock

Tennessee
- Memphis
- Nashville
- Knoxville

Carolina del Norte
- Asheville
- Statesville
- Winston-Salem
- Greensboro
- Durham
- Raleigh
- Benson
- Wilmington

## Cruces con otras Interestatales (de oeste a este)

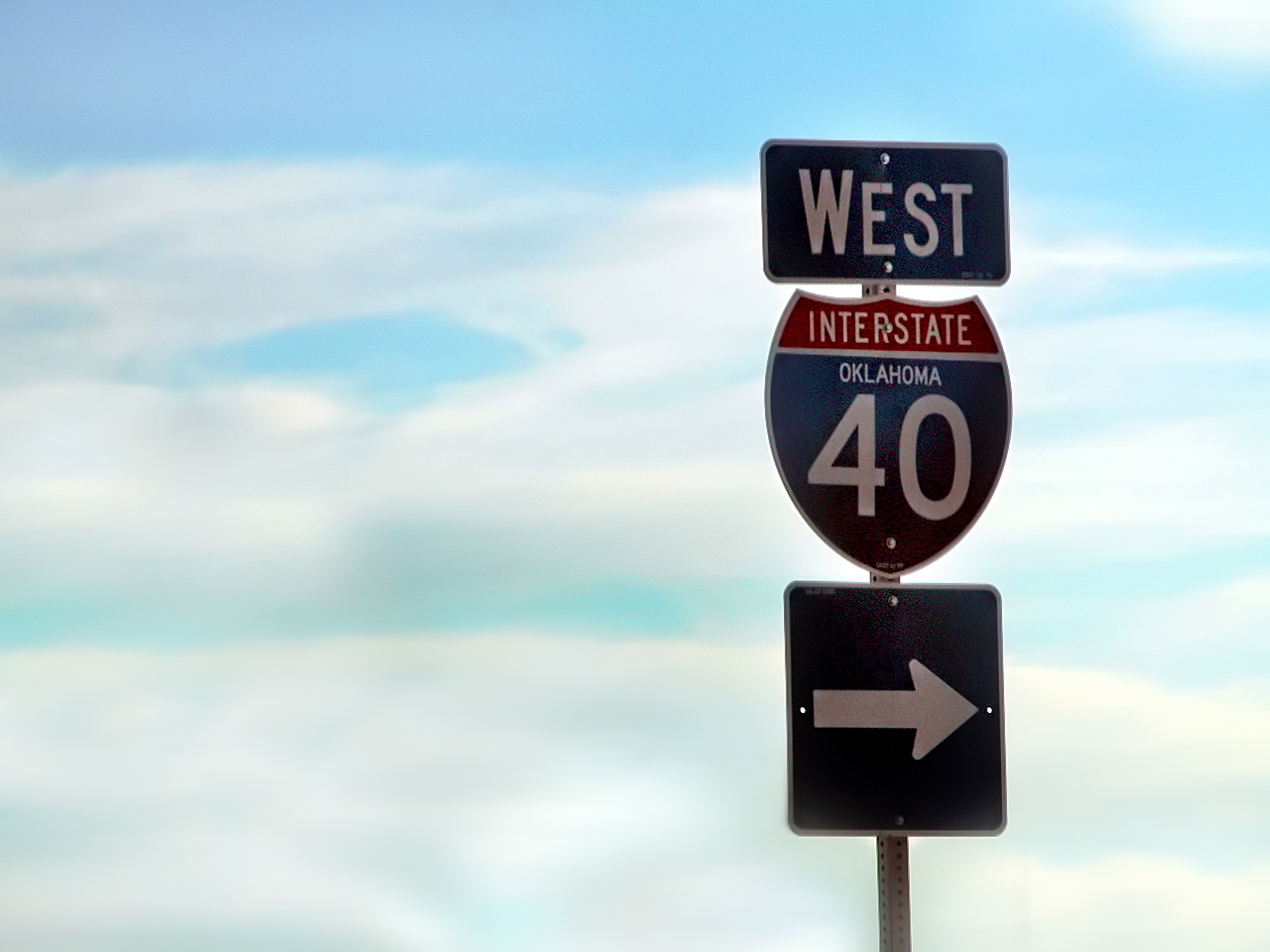
Señal de la Interestatal 40 en Oklahoma

- Interestatal 15 en Barstow (California)
- Interestatal 17 en Flagstaff (Arizona)
- Interestatal 25 en Albuquerque (Nuevo México)
- Interestatal 27 en Amarillo (Texas)
- Interestatal 44 en Oklahoma City (Oklahoma)
- Interestatal 35 en Oklahoma City
- Interestatal 235 en Oklahoma City
- Interestatal 240 en Midwest City (Oklahoma)
- Interestatal 540 entre Van Buren (Arkansas)
- Interestatal 49 en Alma (Arkansas)
- Interestatal 430 en North Little Rock (Arkansas)
- Interestatal 30 en North Little Rock (Arkansas)
- Interestatal 57 en North Little Rock (Arkansas)
- Interestatal 440 en North Little Rock (Arkansas)
- Interestatal 55 en West Memphis (Arkansas)
- Interestatal 69 en Memphis (Tennessee)
- Interestatal 240 en Memphis (Tennessee)
- Interestatal 269 en Arlington (Tennessee)
- Interestatal 840 cerca de Burns (Tennessee)
- Interestatal 440 en Nashville (Tennessee)
- Interestatal 65 en Nashville (Tennessee) (por 3 millas)
- Interestatal 24 en Nashville (Tennessee) (por 2 millas)
- Interestatal 75 cerca de Dixie Lee Junction (Tennessee).
- Interestatal 140 en Knoxville (Tennessee)
- Interestatal 640 cerca de Dixie Lee Junction (oeste) y Knoxville (Tennessee) (este)
- Interestatal 275 en Knoxville (Tennessee)
- Interestatal 81 cerca de Dandridge (Tennessee)
- Interestatal 26 en Asheville (Carolina del Norte)
- Interestatal 240 en Asheville, Carolina del Norte
- Interestatal 77 en Statesville (Carolina del Norte)
- Interestatal 285 en Winston-Salem (Carolina del Norte)
- Interestatal 74 en Winston-Salem (Carolina del Norte)
- Interestatal 73 en Greensboro (Carolina del Norte)
- Interestatal 840 en Greensboro (Carolina del Norte)
- Interestatal 85 en Greensboro (Carolina del Norte)
- Interestatal 785 en Greensboro (Carolina del Norte)
- Interestatal 885 en Durham (Carolina del Norte)
- Interestatal 540 entre Durham (Carolina del Norte) y Raleigh (Carolina del Norte)
- Interestatal 440 en Raleigh (Carolina del Norte)
- Interestatal 87 en Raleigh (Carolina del Norte)
- Interestatal 42 cerca de Garner (Carolina del Norte)
- Interestatal 95 en Benson (Carolina del Norte)
- Interestatal 140 en Murraysville (Carolina del Norte)

## Espuelas de la autopista
- I-140 - Farragut (Tennessee)
- I-140 - Wilmington (Carolina del Norte)
- I-240 - Asheville (Carolina del Norte)
- I-240 - Memphis (Tennessee)
- I-240 - Oklahoma City (Oklahoma)
- I-440 - Little Rock (Arkansas)
- I-440 - Nashville (Tennessee)
- I-440 - Raleigh (Carolina del Norte)
- I-540 - espolón a Fort Smith (Arkansas)
- I-540 - Raleigh (Carolina del Norte)
- I-640 - Knoxville (Tennessee)
- I-840 - Greensboro (Carolina del Norte)
- I-840 - carretera de circunvalación parcial alrededor de Nashville (Tennessee)